# 法勒 (洛特-加龙省)

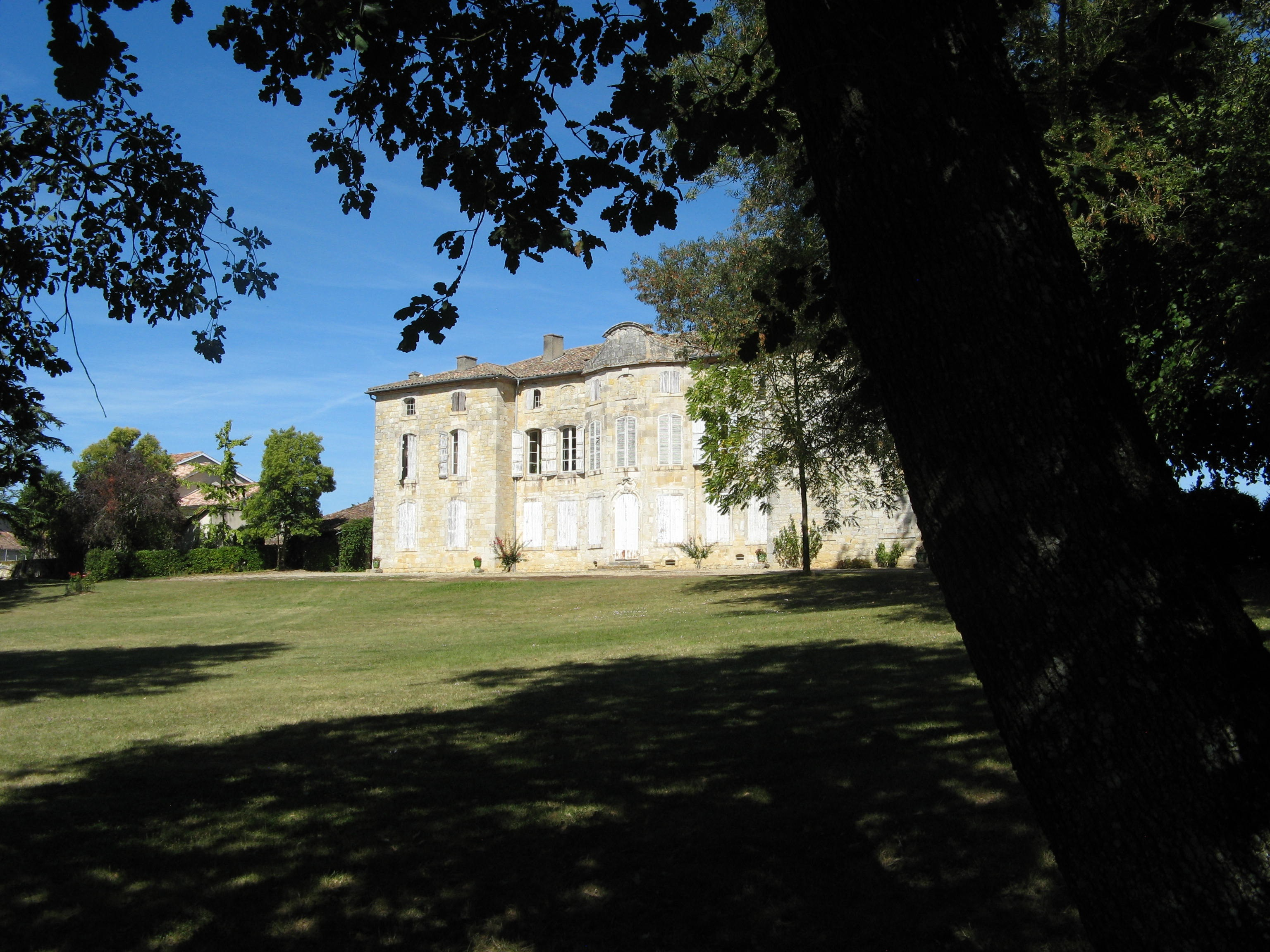
法勒城堡

法勒（法語：Fals）是法国洛特-加龙省的一个市镇，位于该省东南部，属于阿让区和阿让城市圈公共社区。该市镇总面积9.4 平方千米，海拔在49至176米之间，2022年1月1日年时的人口为405人。

## 行政区划
法勒的邮政编码为47220，市镇编码为47092。

## 交通
洛特-加龙省省道D204线经过法勒境内。

## 人口
法勒人口变化图示